# مايك فرايداي
مايك فرايداي (بالإنجليزية: Mike Friday)‏ هو مدرب اتحاد الرغبي ‏ أمريكي، ولد في 25 أبريل 1972.

## وصلات خارجية
- مايك فرايداي على موقع سلسلة سباعيات الرغبي العالمية - رجال (الإنجليزية)
- مايك فرايداي على موقع أوليمبيديا (الإنجليزية)